# Diphya limbata
Diphya limbata là một loài nhện trong họ Tetragnathidae.
Loài này thuộc chi Diphya. Diphya limbata được Eugène Simon miêu tả năm 1896.